# ブリリアン
ブリリアンは、かつて日本に存在していたお笑いコンビ。ワタナベエンターテインメントに所属していた。同事務所所属の芸人であるブルゾンちえみとのユニット「ブルゾンちえみ with B」（ぶるぞんちえみ・ウィズ・ビー）で「with B」としても活動。2020年3月10日、解散した。

## 来歴
二人は個々に俳優を志して活動していた。2014年、ある舞台で共演した際に意気投合し親交を深めた。そして、お笑い好きのコージがダイキを誘い、翌2015年10月にワタナベコメディスクールに23期生として入学し2016年9月卒業。
外国のアーティストが複数の男性をはべらせて踊っている姿に憧れ「自分もやってみたい」と思った事務所の先輩であるブルゾンちえみに、「同じ事務所の後輩の中で一番『シュッ』とした感じ」のブリリアンが声をかけられ、2016年10月よりユニット『ブルゾンちえみ with B』を結成した。2017年1月1日、『ぐるナイ!おもしろ荘 若手にチャンスを頂戴今年も誰か売れてSP』（日本テレビ）に「ブルゾンちえみ with B」として出演、優勝を果たす。以降、「with B」としての出演が増加した。
2017年2月9日から『地球の走り方 世界ラリー応援宣言』（テレビ朝日）に、ブリリアン単独でレギュラー出演している。
コンビのネタとしては、アパレル広告のものまねや、コージが肉食系男子、ダイキが草食系男子に扮してのリズムネタなどがある。
2020年3月10日、それぞれが自身のSNSで当日付けで解散することを発表した。 コージこと徳田浩至は、2016年より「with B」として活動してきたが「結果ブリリアンとしては功績を残せないまま解散ということになってしまいました」と振り返った。また、今後に向けて「これまでの自分と心機一転区切りをつけたかったのと、グローバルに活躍したい」という意味を込めて、芸名を「コージ・トクダ」にすることを発表した。 ダイキこと杉浦大毅も自身のTwitterを更新し「4年前にコージに誘ってもらい、挑戦したお笑いの世界。ブルゾンさんと出会い、沢山のチャンスをいただき、皆様に知ってもらえるようになりました。2人には本当に感謝してます」と思いを告白し、 解散を機に「本名である杉浦大毅として活動していきます」と明かした。
2020年4月12日の『行列のできる法律相談所』（日本テレビ）で、当番組の準レギュラーであったブルゾンちえみの卒業に合わせて一夜限りの復活を果たし、ブルゾンちえみ with Bとして最後のネタを披露した。

## メンバー

### コージ
徳田 浩至（とくだ こうじ、コージ、1987年12月20日（37歳） - ）
身長182cm、大阪府出身。体重：81.8kg、体脂肪率：10.6%、握力：右61.5kg / 左54kg、背筋：185kg、垂直跳び：54cm血液型はA型。
兄が二人、姉が一人の末っ子である。
大阪学芸高等学校卒業、在校時にオーストラリアへ留学。法政大学文学部英文学科卒業。
大手企業数社から内定をもらっていたが、「なんとなく先が見えてしまうなあ」と考え内々定を断り、親の大反対もあったが「エンターテイナーになって日本文化を発信したい」とお笑いの世界へ入った。
卒業後はファストフード店でバイトしながら、現在とは別の養成所に入る。しかしその時の相方がオーストラリア人で“ビザ切れたから国に帰る”と言われ解散、その後はひとりで舞台やお笑いライブに出ていた。
特技はギター、ボディパーカッション、ベンチプレス (120kg)、腕相撲、ダーツ、クレープ作り、殺陣、どの五十音を言われても「アメフトあるある」ネタで返すことが出来ること。
好きな漫画は『北斗の拳』、『キングダム』、『ろくでなしBLUES』。
好きな音楽は長渕剛。
好きな映画、ドラマは『ロード・オブ・ザ・リング』、『トゥルーマン・ショー』、『ウォーキング・デッド』。
英語能力検定準2級（2017年時点）。
カメラ（一眼レフカメラ）好き。
スイーツ好き。
左利き（野球は右投げ右打ち）。
レゴ好き
海外へ行くために旅客機に乗るときは遺書を書くほど飛行機が嫌い。
小学校の卒業文集に書いた将来の夢は「有名人」。
アメフト関連
小中学生時に野球を6年間やっていた。高校でも引き続き野球部に入るか、興味のあったギター部に入るか考えていたが、たまたまアメフト部の部員につかまってキャッチボールをしたところ、うまいと褒められたことでそのままアメフト部に入部した。
大学時代は法政大学体育会アメリカンフットボール部（法政大学トマホークス（現：法政大学オレンジ））に所属し。ポジションはDE。
大学1年時（2006年度）に甲子園ボウルで勝利し、大学日本一となっている。
大学1年時の背番号は「92」、大学2-4年時は「44」、
2008年度甲子園ボウル出場（8-19で立命館大学に敗退）。
2009年度（4年時）は主将を務め（部員全員の投票による）。関東リーグ戦（2004～2014年）73連勝の歴代主将の一人
2009年度甲子園ボウル出場（東西大学王座決定戦（当時）、38-50で関西大学に敗退、観衆25,000人）
2009年度オール関東。
2009年関東決勝（クラッシュボウル、早稲田大学に38-11で勝利、その時の選手紹介文は「闘将徳田、熱きタフガイ」）。
「アンダーアーマーカレッジボウル2010川崎」（一部リーグA･Bブロックのオールスター同士の試合、Aブロック主将、14-7で勝利） 敢闘賞受賞。
アメフト選手としての自分の能力に限界を感じ、社会人でもやろうとは思わなかった。ただあの甲子園ボウルでの感動を再び味わいたいという気持ちからその近道を考えて出した答えがお笑い芸人であった。
アメフト歴は高校・大学の計7年。
NFLファン（好きなチームはラスベガス・レイダース）。
2016年発行の甲子園ボウルの記念誌に、「芸人としてブレークし、アメフトの仕事にも携わりたい」との思いをつづっている。
2020年3月18日、アメリカンフットボールの選手として復帰し、社会人Xリーグ（X1 Area）でのプレーを目指しチームと交渉していることが報じられた。3月30日に福岡市を本拠地とする社会人アメリカンフットボールチームみらいふ福岡SUNSに加入することが発表された。

### ダイキ
杉浦 大毅（すぎうら だいき、ダイキ、1987年6月19日（38歳） - ）
身長182cm、静岡県浜松市出身。血液型A型。浜松市立広沢小学校、浜松市立蜆塚中学校、浜松学芸高等学校卒業。
時代劇のDVDを見たことがきっかけで役者になることを決意。役者を志望するため、工学院大学工学部電気システム工学科を3年で中退。
それから大手事務所などのオーディションを受けては落選するという日々を送る（本人曰く、劇団EXILEのオーディションはいい線まで行ったとのこと）。25歳の時に働いていたダイニングバーの客として来店した芸能事務所経営者に誘われて、その事務所に入る。
特技はギター、ピアノ、法螺貝（楽器として吹く）、短距離走、平泳ぎ、おつまみとワインのマリアージュ、ダーツ、ボウリング、殺陣、日本舞踊。
2018年10月には、日本オーガニックライフ教会のオーガニック料理ソムリエに認定された。
好きなゲームは『メタルギアソリッド』。
得意教科は数学。
静岡県にある実家ではクッキーとミルキーと名付けられた犬を二匹飼っている。
好きな音楽はエレクトロニック・ダンス・ミュージック、ハウス、テクノ、X JAPAN。
好きな映画、ドラマは『太陽がいっぱい』、『タクシードライバー』、『ゴッドファーザー』。
好きなアニメは「ガンダムシリーズ」。
富士急ハイランドが好き。
電化製品について話すのが得意である。
英語能力検定4級（2017年時点）、書道（毛筆3段、硬筆4段）。ジュニアオイスターマイスターの資格有り。
父親が脳神経外科医で、父親は息子も医者にしたかったとのこと。また、親族は地元・浜松でホテルチェーンの呉竹荘を経営している。
「ブリリアンの金髪じゃない方」と言われるようになってきている。
美容にとても気を使っている。先端恐怖症。
パクチー好きで、ネギ等の薬味系も好物。

## 出演

### テレビ

#### バラエティー番組
- ぐるぐるナインティナイン（日本テレビ）
  - ぐるナイ!おもしろ荘 若手にチャンスを頂戴今年も誰か売れてSP（2017年1月1日放送） - ブルゾンちえみ With Bとして出演、この回の優勝者に選ばれる[36]。
  - 新クイズ2本立て!菅田将暉&松坂桃李&指原莉乃もSP!（2017年1月26日放送） - ナラベルトコンベアー そこ逆!コーナーに出演[37]
- 行列のできる法律相談所（2017年1月22日 - 2020年4月12日、日本テレビ） - ブルゾンちえみ with Bとして出演[38]
- 地球の走り方〜世界ラリー応援宣言〜 （テレビ朝日）- ブリリアン単独でのレギュラー出演
- しゃべくり007（2017年2月27日、日本テレビ） - ブルゾンちえみ with Bとして出演
- PON!（2017年4月6日 - 、日本テレビ）- 木曜レギュラー、ブルゾンちえみ with Bとして出演[39][40][41]。
- 究極の男は誰だ!?最強スポーツ男子頂上決戦第8回（2017年5月11日、TBS） 第9回（2017年9月28日)

- 24時間テレビ40『愛は地球を救う』（2017年8月26・27日）
  - ブルゾンあさみとのファッションショーに参加。
  - ブルゾンちえみとゴールポーズをした。
- 欽ちゃん&香取慎吾の全日本仮装大賞（2018年2月3日(第95回)・2019年2月2日(第96回)、日本テレビ）-第95・96回に出演
  - 第95回は史上初のゼロをたたき出した。
  - 第96回は観覧者として本戦に参加した。
- 24時間テレビ41「愛は地球を救う」（2018年8月25日〜26日、日本テレビ）吉田沙保里と共に「1分間おしり風船割り」のギネス世界記録に挑戦。吉田が123個の風船を割り、新記録を樹立した。
- オールスター感謝祭（2018年10月6日、TBS）
- オールスター後夜祭（2018年10月7日[42]、2019年4月7日[43]、TBS）
- 有田ジェネレーション（2018年10月24日、TBSテレビ）
- よゐこの無人島0円生活（2018年12月31日 - 2019年1月1日、テレビ朝日）吉田沙保里とチームを組んでよゐこチーム、ナスDと対戦。

#### ドラマ
- 人は見た目が100パーセント 第6話（2017年5月19日、フジテレビ） - 秘書 役[44]

杉浦
- これは経費で落ちません!（2019年7月26日 - 、NHK総合） - 皆瀬知也 役
- 女子高生の無駄づかい 第5話（2020年2月21日、テレビ朝日） - ベース 役

### 広告
- あんさんぶるスターズ! 『あんスタの男は37人』篇・『私はアドニス』篇（2017年4月 - ）[45][46] ※『ブルゾンちえみ with B』として
- NTTドコモ
  - 得ダネを追え！シリーズ
    - 「みつきのほんき」篇（2017年6月 - ）[47]

### 雑誌
- 女性セブン（2017年3月30日・4月6日号、小学館）